# Centro Universitário Social da Bahia
O Centro Universitário Social da Bahia (UNISBA) é uma instituição de ensino superior privada brasileira de Salvador, Bahia. Oferece cursos de graduação, pós-graduação e extensão. Foi inaugurada em 19 de outubro de 2001 como Faculdade Social da Bahia (FSBA) pela congregação católica inaciana Sociedade das Filhas do Coração de Maria (SFCM) por meio da mantenedora Associação Brasileira de Educação Familiar e Social (ABEFS) e da liderança da professora Maria Alice Teixeira. À época, possuía caráter de sem fins lucrativos, confessional e filantrópico. Obteve o credenciamento como centro universitário a partir da Portaria Ministerial n. 1.516, de 29 de agosto de 2019.
Com cursos de graduação fechados, foi comprado pelo Grupo Educacional Faveni em outubro de 2021, do qual já faziam parte a Faculdade de Ciências da Bahia (FACIBA), a Faculdade Dom Alberto, o Centro Universitário Eniac e outras instituições. Com a nova mantenedora (a Rede de Ensino Faveni Ltda.), assumiu o caráter de fins lucrativos e teve seus cursos de graduação reabertos em 2022.
Sua sede está no bairro de Ondina, onde já ocupou diversos prédios. A então faculdade começou a funcionar no Prédio Macapá I, onde funcionou o Colégio ISBA, quando também foi criado o então Teatro ISBA. O primeiro edifício próprio, o Prédio Central (posteriormente, Prédio Maria Alice Teixeira), foi inaugurado em 2001. Outros prédios no bairro foram o Edifício Macapá II, o Edifício Senta Pua I, o Edifício Garagem, o Edifício Adhemar de Barros, o Edifício Oceânica e o Edifício Senta Pua II.
A instituição manteve parceria com o Esporte Clube Vitória para equipes esportivas de handebol, futsal, voleibol e judô.